# Mick Pointer
Mick Pointer (Aylesbury, 22 luglio 1956) è un batterista britannico noto per la sua militanza in band quali i Mandoki Soulmates, i Marillion, e nella band di Fish, nonché per la sua carriera solista.

## Biografia
Pointer è stato il batterista originale e membro fondatore dei Marillion. È apparso nell'EP di debutto della band, Market Square Heroes (1982) e nel primo album,  Script for a Jester's Tear (1983), prima di venire licenziato (al cantante Fish non piaceva il suo stile), e di essere sostituito da Ian Mosley.
Dopo la dipartita dal gruppo non suonò più per oltre 6 anni, e si dedicò alla sua seconda passione: il designer di cucine.
Dopo aver fondato la band di scarso successo Call for All nel 1988, nel 1995 costituì il supergruppo rock progressivo Arena, insieme all'ex tastierista dei Pendragon Clive Nolan.
Nel 2014 fa il suo esordio da solista, con l'album Marillion's Script Revisited, seguito da Script Revisualized, pubblicato nel 2016.

## Discografia

### Da solista
- 2014 – Marillion's Script Revisited
- 2016 – Script Revisualizer

### Con i Marillion
- 1983 – Script for a Jester's Tear

### Con i Pride of Passion
- 1985 – Pride of Passion
- 1987 – Favourite Pleasure

### Con i Mandoki Soulmates
- 2003 – Soulmates Classics
- 2004 – Soulmates Legends of Rock

### Collaborazioni (parziale)
- 2001 – Fish – Fellini Days